# Säbrå
Säbrå är kyrkbyn i Säbrå socken i Härnösands kommun i Västernorrlands län.
Här återfinns Säbrå kyrka